# 上眼瞼挙筋
上眼瞼挙筋（じょうがんけんきょきん、英語: Levator palpebrae superioris muscle、ラテン語: Musculus levator palpebrae superioris）は、眼筋のひとつである。眼球の後方、視神経管の前で眼窩上面で起始し、上横走靭帯（Whitnall靭帯）を過ぎてから次第に筋成分を失い、結合組織、すなわち腱膜となって上眼瞼および上眼板の上縁に停止する。動眼神経に支配され、上眼瞼を挙上し開眼する。
加齢による眼瞼挙筋の衰えにより、瞼が下がる現状を眼瞼下垂という。近年、この眼瞼下垂を矯正する整形手術が増加している。